# Hans Hugo von Kleist-Retzow
Pour les articles homonymes, voir Kleist.
Hans Hugo von Kleist (né le 25 novembre 1814 à Kieckow près de Belgard et mort le 20 mai 1892 dans la même ville) est un haut président de la province de Rhénanie et un homme politique conservateur prussien.

## Biographie
Hans Hugo von Kleist est le fils de Hans Jürgen von Kleist-Retzow (de) (1771–1844) et d'Auguste von Borcke née Glasenapp. Au début, il est encadré par un pasteur. Il étudie ensuite à l'école régionale de Pforta, étudie le droit à Göttingen et Berlin, rejoint le service gouvernemental et est de 1844 à 1851 administrateur de l'arrondissement de Belgard-sur-la-Persante (de). En 1848, il dirige le Parti Junker strictement conservateur et est le cofondateur du Kreuzzeitung.
De 1849 à 1852, il appartient au Parti conservateur à la Chambre des représentants, est également membre de la Chambre des États du Parlement de l'Union d'Erfurt en 1850 et, après la victoire de la réaction, est nommé haut-président de la province de Rhénanie en 1851, où il agit si violemment contre le libéralisme qu'il s'oppose à la cour du prince de Prusse à Coblence. Après que Guillaume soit nommé régent, il est libéré en 1858, prend sa retraite dans son manoir à Kieckow et, bien qu'il soit nommé à la chambre des seigneurs de Prusse en tant que représentant de la famille von Kleist, il ne prend pas part aux événements publics de la nouvelle ère. Il est député du Parlement provincial de Poméranie (de). Ce n'est qu'en temps de conflit qu'il réapparait et, après le changement de politique interne de Bismarck après 1866, il prend la tête du vieux parti conservateur.

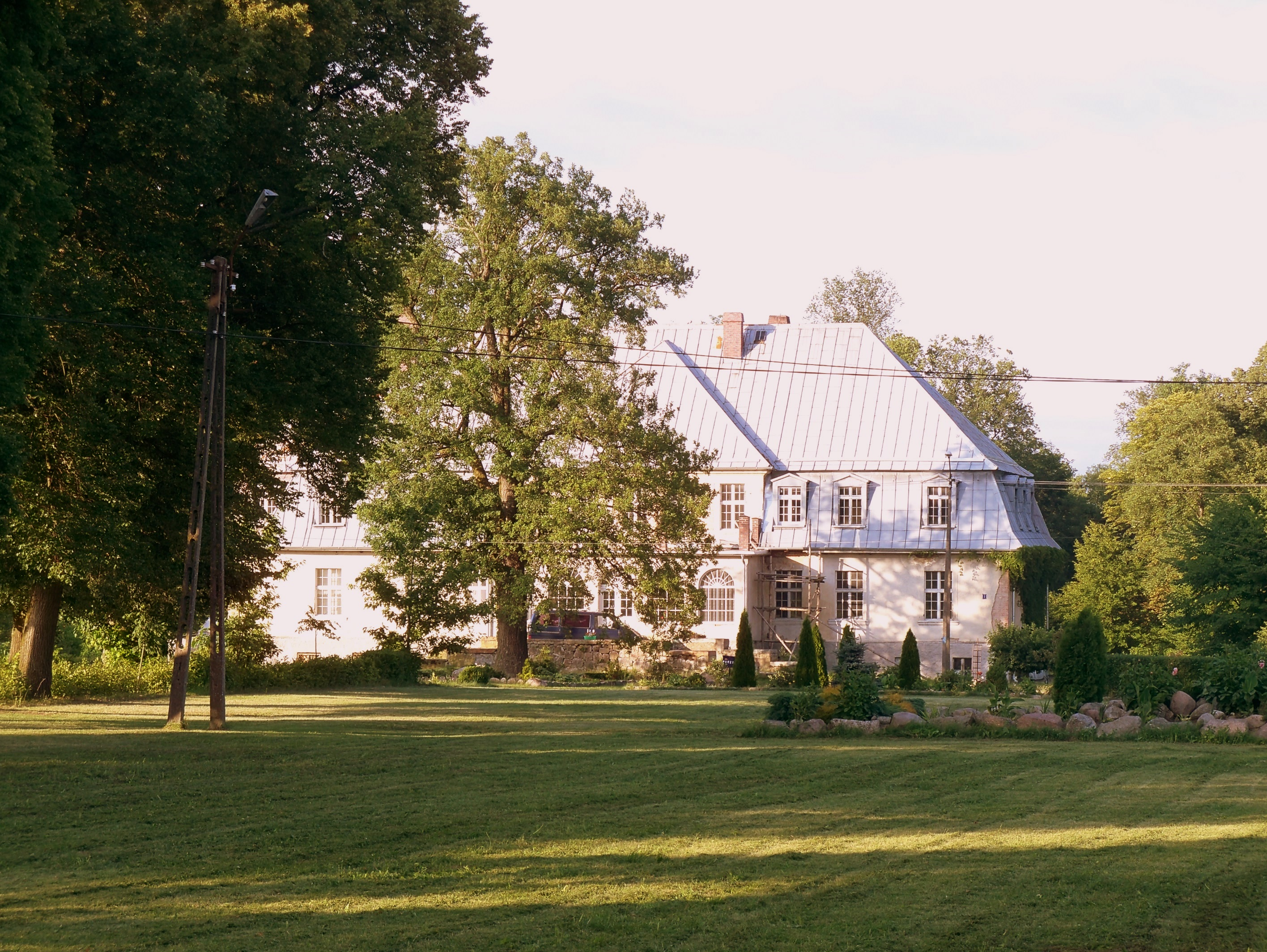
Château/Gutshof de Kiechow maintenant Kikowo

En particulier, il s'oppose vigoureusement à la politique de guerre culturelle du gouvernement depuis 1871 et est l'un des dirigeants des luthériens strictement confessionnels au synode général de 1879. Après la réorganisation du Parti conservateur en 1876, il dirige l'extrême droite des conservateurs allemands du Reichstag, à laquelle il appartient depuis 1877 en tant que membre du Parti chrétien conservateur de Minden-Ravensberg (de) pour la circonscription de Herford-Halle. Il diffère toujours des positions du Zentrum, qu'il soutient partiellement, par son patriotisme prussien jamais démenti.
Kleist-Retzow est impliqué dans l'Église protestante de Prusse toute sa vie. Dès le début, il est membre du Synode provincial de la Province ecclésiale de Poméranie et du Synode général, dont il est élu président en 1891. En consultation avec Wilhelm Joachim von Hammerstein (de), il soumet une demande d'indépendance accrue pour l'église protestante de la chambre des seigneurs en 1886, mais elle échoue.

## Famille
Il est marié à la comtesse Charlotte de Stolberg-Wernigerode (1821-1885), elle est la fille du ministre comte Antoine de Stolberg-Wernigerode. Le couple a trois fils et une fille:
- Friedrich Wilhelm Hans Anton (né le 26 novembre 1852)
- Jürgen Christoph (de) (né le 21 août 1854 et mort le 14 décembre 1897) marié à Ruth von Zedlitz-Trützschler (de) (1867-1945)
- Friedrich Wilhelm Martin (né le 27 novembre 1856 et mort le 27 janvier 1880)
- Charlotte Elisabeth (née le 15 septembre 1863 et mort le 20 janvier 1925).

## Travaux
- Der Adel und die Kirche. Berlin 1866.